# Maksim Huszik
Maksim Wjatschaslawawitsch Huszik (belarussisch Максім Вячаслававіч Гусцік, russisch Максим Вячеславович Густик/Maxim Wjatscheslawowitsch Gustik; * 1. Mai 1988 in Minsk; † 9. Dezember 2023 ebenda) war ein belarussischer Freestyle-Skier. Er startete in der Disziplin Aerials (Springen).

## Werdegang
Huszik startete im Dezember 2004 in Arosa erstmals im Europacup und belegte dabei den siebten Rang. Bei den Juniorenweltmeisterschaften 2006 in Krasnoe Ozero und 2007 in Airolo gewann er jeweils die Goldmedaille. Sein Weltcupdebüt hatte er im März 2008 in Moskau, wo er den zehnten Platz errang. In der Saisons 2008/09 und 2009/10 gewann er jeweils die Aerials-Disziplinenwertung im Europacup. Bei den Freestyle-Skiing-Weltmeisterschaften 2011 im Deer Valley kam er auf den 11. Platz. In der Saison 2011/12 errang er bei acht Teilnahmen im Weltcup vier Top-Zehn-Platzierungen. Dabei erreichte er beim Weltcup am Kreischberg mit dem zweiten Platz sein erstes Podestresultat im Weltcup. Im Aerials-Weltcup belegte er den neunten Platz. Anfang Februar 2013 gelang ihm in Deer Valley der erste Weltcupsieg. Im selben Monat kam er mit dem dritten Platz beim Weltcup in Bukowel erneut aufs Podest und erreichte damit den 19. Platz im Gesamtweltcup sowie den siebten Platz im Aerials-Weltcup. Bei den Freestyle-Skiing-Weltmeisterschaften 2013 in Voss belegte er den 15. Platz.
Diese guten Ergebnisse konnte Huszik in der folgenden Saison nicht wiederholen. Sein bestes Weltcup-Resultat war zu Beginn der Saison der 14. Platz in Beida Lake. Im Europacup holte er mit zwei Siegen und einen vierten Platz den dritten Platz in der Aerials-Disziplinenwertung. In der Saison 2014/15 kam er bei sechs Weltcup-Teilnahmen viermal unter die ersten Zehn. Dabei erreichte er in Moskau den dritten Platz. Beim Saisonhöhepunkt, den Freestyle-Skiing-Weltmeisterschaften 2015 am Kreischberg, gewann er die Bronzemedaille. Die Saison beendete er auf dem achten Rang im Aerials-Weltcup. Zu Beginn der Saison 2015/16 holte er in Peking seinen zweiten Weltcupsieg. Im weiteren Saisonverlauf kam er viermal unter die ersten zehn, darunter Platz 2 in Minsk, und erreichte zum Saisonende den 12. Platz im Gesamtweltcup und den zweiten Rang im Aerials-Weltcup. Nach Platz 3 beim Europacup in Ruka zu Beginn der Saison 2016/17 errang er im Weltcup in Beida Lake den dritten und in Moskau den zweiten Platz. Damit erreichte er zum Saisonende den fünften Platz im Aerials-Weltcup. Bei den Freestyle-Skiing-Weltmeisterschaften 2017 in Sierra Nevada sprang er auf den siebten Platz.
In der Saison 2017/18 war ein zweiter Platz sein bestes Weltcupergebnis. Hinzu kamen vier weitere Top-10-Platzierungen, was in der Disziplinenwertung Rang 4 ergab. Beim Saisonhöhepunkt, den Olympischen Winterspielen 2018 in Pyeongchang, kam er auf den achten Platz. Im folgenden Jahr sprang er bei den Freestyle-Skiing-Weltmeisterschaften in Park City auf den 20. Platz im Einzel und auf den vierten Rang im Teamwettbewerb.
Er starb am 9. Dezember 2023 im Alter von 35 Jahren in Minsk an den Folgen eines Autounfalls.

## Erfolge

### Olympische Spiele
- Pyeongchang 2018: 22. Aerials
- Peking 2022: 6. Aerials (Mixed)

### Weltmeisterschaften
- Deer Valley 2011: 11. Aerials
- Voss 2013: 15. Aerials
- Kreischberg 2015: 3. Aerials
- Sierra Nevada 2017: 7. Aerials
- Park City 2019: 4. Aerials Teamwettbewerb, 20. Aerials

### Weltcupwertungen
| Saison  | Gesamt | Gesamt | Aerials | Aerials |
| Saison  | Platz  | Punkte | Platz   | Punkte  |
| ------- | ------ | ------ | ------- | ------- |
| 2011/12 | 24.    | 27     | 9.      | 270     |
| 2012/13 | 19.    | 37     | 7.      | 256     |
| 2013/14 | 97.    | 13     | 21.     | 65      |
| 2014/15 | 27.    | 28     | 8.      | 198     |
| 2015/16 | 12.    | 46,00  | 2.      | 276     |
| 2016/17 | 20.    | 39,29  | 5.      | 275     |
| 2017/18 | 11.    | 44,50  | 4.      | 267     |
| 2018/19 | 161.   | 4,80   | 27.     | 24      |
| 2019/20 | 37.    | 29,14  | 9.      | 204     |

### Weltcupsiege
Huszik errang im Weltcup 8 Podestplätze, davon 2 Siege:
| Datum             | Ort         | Land  |
| ----------------- | ----------- | ----- |
| 01. Februar 2013  | Deer Valley | USA   |
| 20. Dezember 2015 | Peking      | China |

### Europacup
- 20 Podestplätze, davon 11 Siege
- Saison 2008/09, 2009/10: 1. Aerials-Disziplinenwertung

### Juniorenweltmeisterschaften
- Krasnoe Ozero 2006: 1. Aerials
- Arosa 2007: 1. Aerials

### Weitere Erfolge
- Winter-Universiade 2009: 6. Aerials